# Macanal

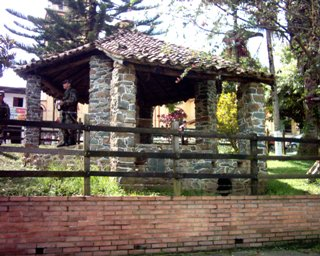
Trapiche

Macanal es un municipio perteneciente a la provincia de Neira, ubicada en la zona sur del departamento de Boyacá, en Colombia. Dista de Tunja la capital del departamento 105 km y de Bogotá la capital colombiana 145 km.

## Toponimia
El origen lingüístico de Macanal es derivado de la macana. La macana es una palma cuyo tallo era utilizado por los aborígenes como arma de defensa, atendida su consistente dureza

## Historia
Los orígenes de la fundación de Macanal se remontan a 1776 cuando los habitantes del Volador, pertenecientes a Garagoa, pugnaban por independizarse mediante la creación de una parroquia, luego el 4 de mayo de 1807 el Virrey Antonio Amar y Borbón decretó la elección de la parroquia conocida como Macanal con título de San Pedro de Alcántara.
Para la época de su fundación, el territorio de Macanal comprendía las zonas geográficas que hoy pertenecen a los municipios de Santa María, San Luis de Gaceno y parte de Campohermoso en la región de Los Cedros. El 12 de junio de 1807, la curia Metropolitana de Santa Fe de Bogotá nombró al presbítero José Martín Barreto como cura párroco de la recién creada unidad eclesiástica, bautizada como San Pedro de Alcántara. Los archivos históricos de Santiago de Tunja confirman que en el año de 1808 la competente autoridad civil elevó la parroquia al rango de municipio conforme al interés oficial de las autoridades virreinales de fines del siglo XVIII y comienzos del XIX, de fundar pueblos en Boyacá con arreglo a la tarea evangelizadora cumplida por la Iglesia católica.  El fundador civil de esta parroquia y actual municipio fue el alcalde guatecano, don Pedro Ignacio Franco (Alcalde, Guateque, 1789-1807), padre del militar y estadista colombiano, el General Manuel María Franco.3
El primer Representante de Macanal fue José Martín Monroy, en el año de 1808. En 1814, al organizarse la provincia de Tunja en departamento, Macanal quedó incorporado al grupo del sur. En el congreso de 1842 y 1843, se integró al cantón de Garagoa.
En el siglo XX se inserta dentro de la vivienda regional, al integrar la provincia de Neira, la cual hace parte del Valle de Tenza.
En la década de los años 70 se construye la Central Hidroeléctrica de Chivor, la cual ha traído muchos beneficios, tales como las regalías otorgadas por la ley 99 de 1993 y el turismo, entre otros.

## Geografía

### Límites municipales
Macanal está delimitado por los siguientes municipios:
| Noroeste: Garagoa                     | Norte: Garagoa                         | Nordeste: Campohermoso           |
| Oeste: Almeida (Embalse la Esmeralda) |                                        | Este: Campohermoso (Río Tunjita) |
| Suroeste: Chivor                      | Sur: Límite entre Chivor y Santa María | Sureste: Santa María             |

### División política
Los 199,5 km² del término municipal de Macanal (19.950,4 hectáreas), se dividen en 19 Veredas:
Veredas y extensión en hectáreas
- Agua Blanca: 2.745,1
- Centro Urbano: 26,0
- Centro: 1.811,4
- Dátil Chiquito: 103,7
- Dátil Grande: 239,4
- El Guavio: 588,5
- La Mesa: 1.013,4
- La Vega: 1.797,5
- Limón: 442,9
- Media Estancia: 865,9
- Muceño: 4.067,8
- Naranjos: 433,0
- Pantanos: 259,3
- Peña Blanca: 1.236,9
- Perdiguiz Chiquito: 536,6

- Perdiguiz Grande: 700,2
- Quebrada Negra: 1.346,6
- Tibácota: 239,0
- Vijagual: 724,2
- Volador: 987,5

La Vereda Muceño se divide en cuatro sectores:  San Pedro, Muceñito,  Serranía y El Hoyo, cada uno de los cuales cuenta con Escuela y Junta de Acción Comunal.
La Vereda Agua Blanca se divide en Agua Blanca Grande y Agua Blanca Chiquita, cada sector con Junta de Acción Comunal y Escuela. Cuenta con dos inspecciones de policía que corresponden a Naranjos, al sur occidente del municipio y San Pedro de Muceño al oriente del mismo

### Clima

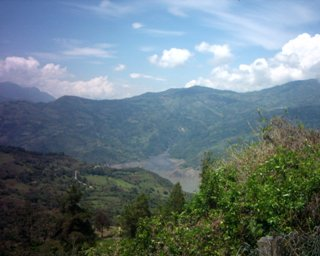
Paisaje macanalense.

Macanal posee una temperatura promedio anual de 20 °C, posee una temperatura mínima de 9 °C y una máxima en el verano de 33 °C. El clima es propicio para actividades como piscinas, paseos y baños en los ríos, quebradas y el embalse; la pesca y de la lidia del ganado.
El clima predominante en el municipio es de carácter monomodal templado, las mayores precipitaciones en cuanto a intensidad y frecuencia se presentan en le mes de julio aun cuando se presentan lluvias abundantes en los meses de abril y mayo y lluvias esporádicas en los meses de octubre a noviembre. Las precipitaciones asilan entre 2000 y 3000 mm al año y llueve 200 días del año. esto lo ubica en una zona de alta lluviosidad, lo cual propicia erosión y derrumbes, que con frecuencia generan obstrucciones en las vías e interrumpen la comunicación con los municipios vecinos.
La temperatura de Macanal presenta una variabilidad asociada con las diferencias de precipitación y elevación. La temperatura del aire disminuye a medida que las laderas se elevan sobre el nivel del mar entre 0,55 a 0,67 °C por cada 100 metros de altura, creándose así la gama térmica y climática presente en el área del municipio. Los mayores valores de temperatura se presentan al nivel del embalse la Esmeralda a 1.200 m s. n. m. y va disminuyendo en la medida que se avanza por las laderas de las montañas. Se habla de la disminución de la temperatura ambiental en la zona como efecto de la masa de agua del embalse pero no se tienen valores de esta disminución, aunque se aprecian sus efectos en los cultivos.
La temperatura máxima se presenta en enero, febrero, marzo, octubre, noviembre y diciembre que oscilan entre 17 y 27 °C; los valores medios y bajos en los meses de junio, julio y agosto con 10 y 17,2 °C. La oscilación es de algo más de 1 °C entre una y otra época de año. Los valores se toman de los informes del IDEAM de la Estación meteorológica ubicada en el Instituto Agrícola de Macanal por un período de 10 años por estar en el área de estudio.
A la altitud del Colegio INAM (Instituto Nacionalizado Agrícola Macanal)(1800 m s. n. m.) el valor de la temperatura media anual más bajo se presentó en el mes de julio con 16 °C; el valor mínimo promedio se presenta en los meses de agosto y octubre con 10,9 °C y el valor máximo promedio se presenta en febrero con 26,5 °C. Esto confirma que el valor de la temperatura promedia anual del municipio de Macanal es de 18,5 °C.
El municipio se localiza entre los 1800 hasta 2700 m s. n. m. En cuanto al ambiente podemos apreciar una diversidad tanto de flora como de fauna a medida que se asciende por los pisos térmicos.
El municipio de Macanal hace parte de la Corporación Autónoma Regional de Chivor (CORPOCHIVOR), con sede en el municipio de Garagoa, junto con otros 24 municipios de esa zona del Departamento de Boyacá.

### Hidrografía

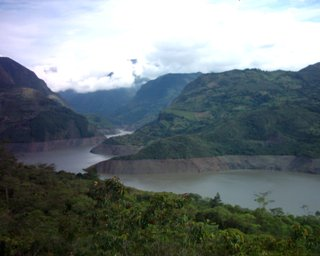
Paisaje del Embalse la Esmeralda.

### Geología
La zona de estudio se localiza en el cuadrángulo K-12 Guateque, INGEOMINAS, en el cual, geológicamente afloran rocas de edades correspondientes desde al Devónico, para el grupo Farallones, hasta el Cretácico Superior para las demás formaciones, periodo durante el cual la cuenca deposicional, experimentó sucesivos levantamientos y hundimientos que permitieron el depósito de los sedimentos marinos en aguas poco profundas y deltaicas que representan las Formaciones Lutitas de Macanal, Areniscas de la Juntas, pertenecientes al grupo Cáqueza; y las formaciones Fómeque, Une y Chipaque.
Las rocas de edades Pre - Cretácicas (Grupo Farallones) que se encuentran en este sector, son sedimentarias depositadas en ambientes marinos y continentales; coincidiendo con los diferentes episodios de sucesivos levantamientos, hundimientos y plegamientos que permitieron la transición de ambientes de posiciónales y de periodos de erosión y no depósito; como ocurrió en el Jurásico Medio y Superior en el cual la cuenca experimentó hundimiento para luego marcar la trasgresión marina del Cretácico.
Durante este periodo, el área recibió aporte de sedimentos marinos depositados en aguas someras y deltaicas, representados por las rocas del grupo Cáqueza, y las formaciones Fómeque, Une, Chipaque, Guadalupe, Palmichal y parte de Guaduas.

### Relieve
Macanal está dentro de la cordillera Oriental, predomina la superficie irregular, en el territorio se asientan más de 280 manantiales o fuentes hídricas. En las montañas existen bosques nativos con gran biodiversidad, en las regiones más altas se presenta la niebla o nubosidad permanente que al condensare por la acción de la vegetación y los vientos producen precipitaciones que sostienen el páramo y sus fuentes hídricas.
La entidad encargada de la conservación de los recursos naturales incluyendo los bosques es CORPOCHIVOR, que no permite la tala indiscriminada.

### Bosques
Los bosques nativos de hallan en las partes altas del municipio y la población que habita las regiones boscosas es muy poca, unas 50 personas. Estos bosques son reservorios de la flora y la fauna nativa del municipio y el suministro acuífero. Son bosques de niebla y de páramo andino con una extensión de 500 ha. La vegetación está formada por árboles de 20 a 25 m, arbustos, helechos y plantas epifitas. Entre estos árboles figuran el cedro, el arrayán, el guarumo, helechas, lulo silvestre, chin o bambú de castilla, yema de huevo, pinos, peruchos, graos, lanzos, robles, cauchos, entre otros.
Estos bosques albergan más de 150 especies de aves, especies terrestres como conejos silvestres, armadillos, runchos, ardillas, erizos, serpientes, tigrillos, comadrejas, zarigüeyas, ratónes silvestres, insectos voladores y terrestres, entre otras. Son la fuente de aproximadamente 280 afluentes hídricos, todas las veredas del municipio cuentan con la presencias de bosques de montaña.
Previamente la extensión del bosque abarcaba todo el municipio, pero con el crecimiento de la población y la llegada de la agricultura y ganadería, fue talado, quedando los remanentes mencionados. Esto produjo ingresos económicos pero fue responsable de la desaparición de muchas especies como el oso de anteojos, el cóndor,  los venados, los tigrillos entre otros.

### Flora y fauna
La fauna constituye un elemento de gran importancia en cualquier ecosistema debido al papel que desempeña en cada una de las zonas del territorio. La vida animal depende de la cantidad de alimento, de las condiciones climáticas, como temperatura y humedad, así como los sustratos en los que viven, como vegetación, suelo, agua o rocas. Bajo estos parámetros Macanal cuenta con un biodiversidad bastante amplia y aunque no se han definido políticas de conservación, hoy en día se cuenta con una gran variedad de especies características de la región, y como sucede en todo el país algunas, se encuentran en vía de extinción especialmente las aves. El hábitat de muchas especies se ha venido modificado por el hombre, como la deforestación de los bosques, hecho que compromete la existencia de ecosistemas y la biodiversidad de la región.

### Suelos
Los suelos del municipio de Macanal se ubican en el clima tropical húmedo con una erosión potencial del 90 % del territorio en sus diferentes niveles: ligera, moderada y severa. Existen algunos sectores en los cuales el nivel de erosión es cero, como los ubicado en las veredas de La Mesa, Tibacota, al norte de la vereda de Perdiguiz. Los suelos con erosión ligera en una extensión del 38% o un área de 45 km² y se ubican en las veredas al norte y occidente del municipio. Con erosión moderada están los terrenos situados en las veredas del centro y sur. Los niveles de erosión severa se encuentra en las veredas del Volador y Pantanos con cerca del 7% del total del territorio de Macanal. La existencia de erosión severa y moderada limita el desarrollo de cultivos agrícolas y en gran parte también el desarrollo de pastos para la ganadería.
Para frenar la erosión se recomienda en las áreas de erosión ligera el buen manejo de los suelos, la reposición de la capa vegetal, los cultivos en curvas de nivel y la construcción de barreras vivas con pastos. En los terrenos muy pendientes es importante mantener la cobertura vegetal natural y en las partes con menores pendientes se debe reforestar con especies protectoras.  Se le debe dar una gran importancia a los cultivos perennes como es el caso de los frutales ya que estos favorecen la preservación del suelo, siempre que se favorezca entre ellos alguna cobertura vegetal mínima. Los sitios con factores de amenaza en los suelos de Macanal, con movimientos de masa o posibles deslizamientos de materiales de la corteza terrestre, se han ubicado o detectado en las vereda de la vega, el limón, Tibacota, Volador, y en la margen de embalse la esmeralda, estas amenazas se han considerado de alto riesgo.

## Población

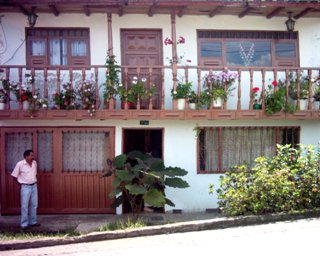
Casa macanalense.

De acuerdo al censo de 2005 Macanal posee 4705 habitantes, la población en la cabecera municipal es de 941 habitantes, posee un total de 1426 hogares, de los cuales 260 componen el casco urbano. Posee 1347 Viviendas de las cuales 229 son parte de la cabecera municipal.

### Etnia
Las personas son descendientes del mestizaje entre indígenas y españoles, tienen un promedio de estatura medio-bajo, unos 1,6 m de estatura, en general su tez es trigueña, cabello castaño entre claro y oscuro, la nariz es alargada y no muy ancha, sus labios son de proporción regular, sus ojos de color café.

### Vestido
La vestimenta es liviana, las camisas y camisetas son de manga corta en materiales como la seda, el algodón, el chalíz, en los pantalones aparte de los anteriores se usan los driles, jeans, dacrón y en las partes rurales el poliéster y el sombrero. Sus ropajes son coloridos y en la población joven pantalonetas y camisetas esqueleto, en los zapatos se usan deportivos y vaporosos en la región urbana y en la rural se usa las botas de caucho e industriales para las labores agrícolas y ganaderas.

### Costumbres alimenticias
El municipio de Macanal posee una variedad de microclimas, estos a su vez producen gran variedad de productos de acuerdo a sus características, es así que en las partes bajas se producen plátano, yuca, caña de azúcar, cítricos, mango, aguacate, guayaba, piña, papaya, fríjol, tomate, en la parte media se produce arracacha, pitaya, arveja, maíz, pepino, pimentón, ahuyama, calabaza, calabacín, repollo, lechuga, acelga, guatila, espinaca,  en las partes altas lulo, tomate de árbol, curuba, papa, batata, mora, papayuela, frambuesa, fresa, cebolla, maracuyá, granadilla, entre otros. Al tener tal diversidad de productos alimenticios básicos para la nutrición, los pobladores no balancean sus alimentos sino que lo mezclan de una forma tal, que en las partes bajas se consume en un plato tan normal como el almuerzo el arroz, el cocido de yuca, plátano, papas, enriquecido con algún producto proteínico como la carne, el huevo o la cuajada. En las zonas medias es muy similar el consumo pero varía por cuanto el consumo de verduras y granos hace su aparición en el menú con mayor frecuencia. En las partes altas disminuye el consumo de los cereales como el arroz y hacen su aparición la arracacha o algunos granos complementados con proteínas animales.
En general no existe una alimentación balanceada, lo cual se refleja en los problemas de salud de la población, como anemias, otros diabetes, otros hipertensión arterial, otros obesidad, parasitismo, enfermedades digestivas, fundamentalmente obtenidos por desórdenes o malos hábitos alimenticios. Los macanalenses consumen en promedio una dieta con 1600 kilocalorías diarias, muy por debajo de las 2500 kilocalorías por día que deben ingerirse normalmente, lo que afecta el desempeño en el campo laborales, social, sexual, deportivos, etc. Aun así el problema no radica en la disponibilidad de los alimentos sino en su balanceo a la hora de consumirlos, pues no se conoce de algún habitante que haya muerto de desnutrición.

### Regionalismos y trivias
El origen del término Tegua es Macanalense
La palabra «tegua», un colombianismo, que se remonta a tiempos precolombinos, se aplica a la persona que ejerce la medicina sin título porque ha adquirido empíricamente su saber. Los teguas, eran unos nativos colombianos que, en tiempos de la conquista, habitaban la región de Lengupá en Boyacá, en el piedemonte llanero, los cuales se extinguieron en el siglo XIX.
Fray Pedro Simón habla de su longevidad: "pasan su vida hasta llegar a cien años... pues solo el simple manjar de unas raíces y hormigas les acrecienta un año sobre otro... hasta llegar a más de ciento y al cabo mueren sin enfermedad." En su dieta mencionan los peces, la miel de abejas, las tortas de hormigas amasadas con cazabe, el maíz, la yuca, el maní y la coca.
Basilio Fernández de Oviedo, destaca los trabajos de los indios teguas con las plantas medicinales por las cuales eran ya famosos ante los Muiscas "tan reputados en el vulgo por yerbateros y les temen mucho". La tradición medicinal de los Teguas persistió hasta el siglo XIX.
A principios del siglo XX, renace la tradición, con la figura de José Domingo Muñoz, campesino boyacense, curandero de profesión, natural de la Vereda de Teguas, en ese tiempo perteneciente al municipio de Macanal, quien llega a Bogotá a dedicarse al oficio y se hace famoso ejerciéndolo, volviendo a rescatar la tradición, la gente lo llamó Tegua, palabra que se hizo pronto familiar en Bogotá y luego en toda Colombia para nombrar a todos los curanderos, que mantienen vivo el saber popular y el pasado indígena y por extensión a los que ejercen la Medicina sin título.

## Economía

### Uso del suelo
La mayor parte el suelo de Macanal es utilizado para actividades agrícolas en unidades productivas que conjugan pequeños cultivos, algunos terrenos son utilizados para el pastoreo y hatos ganaderos generalmente pequeños y sin tecnificación, situación que ha generado en una mayor erosión del suelo. Frente a los cultivos se caracterizan por ser estos parcelas de subsistencia y son muy pocos lo que se realizan a gran escala. Se cultiva generalmente yuca, tomate, fríjol y maíz, estas parcelas se caracterizan por la utilización de grandes cantidades de agroquímicos producto de una inadecuado manejo de los terrenos lo que ocasiona grandes costos de producción.
Las mayores áreas de cultivos se encuentran donde existe gran concentración de personas como lo es las veredas: Pantanos, el Dátil, Tibacota, y La Mesa, en estas zonas los cultivos predominantes son la yuca, el maíz, la arracacha, arveja y fríjol. Otros terrenos ubicadas al occidente del municipio, en el extremo oriental de las veredas Limón y Naranjos a orillas del embalse se cultivan especialmente café, yuca , fríjol, tomate y ahuyama entre otros.
El uso del suelo está dirigida a los siguientes cultivos: caña, yuca, hortalizas (tomate, pepino, habichuela) y plátano en proporciones igual cítricos, café, cacao, papaya, maíz, fríjol y pasto de corte.
El suelo de Macanal tiene un 90% de Bosques Naturales y un 10% de Rastrojos, praderas y áreas cultivadas distribuidos de acuerdo a su ubicación de la siguiente manera:
- - Rastrojos: Muceño, Agua Blanca, La vega, centro, La mesa , Limón, Naranjos, Quebrada Negra y Guavio
  - Bosques Cultivados: Dátil, Volador y Vijagual
  - Pastos Naturales : todas las veredas
  - Praderas Naturales: Naranjos, quebrada Negra, el Dátil, Pantanos, Agua Blanca , Muceño y la Vega.
  - Complejos de Bosques y Praderas: Peña Blanca, Quebrada Negra y Guavio.
  - Afloramientos Rocosos: Veredas el Volador y la Vega
  - Cultivos de fríjol yuca y caña: Agua Blanca
  - Cultivos de mora, cítricos, café, maíz: El Dátil, Pantanos ; Naranjos y Limón.

En el territorio de Macanal existen suelos aptos para el cultivo especialmente de frutales, cereales y de algunas legumbres y que a pesar de sus pendientes se pueden aprovechar.

### Minería
La minería de Macanal es muy incipiente ya que no existen grandes yacimientos que se puedan destacar, existen algunos yacimientos que son explotados en menor escala como son de yeso, esmeraldas y recebo. De acuerdo a estudios realizados, no se han encontrado ningún otro mineral que pueda ser explotado en el corto y mediano plazo, lo que implica que las perspectivas en esta área no son prometedoras.

### Agricultura y ganadería

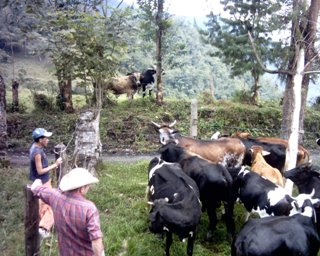
Ganadería.

El territorio presenta áreas para la agricultura semi mecanizada y manual, actualmente tienen 629 ha cultivadas. Las actividades agrícolas se generan en cada finca por los propietarios y/o tenedores a pequeña escala y básicamente de subsistencia y consumo local. En general las actividades del agro y la ganadería son para consumo interno y algunas para venta externa, en las zonas cálidas se producen frutos cítricos, carnes, frutos carnosos como patillas, piñas, mangos y guayabas, yuca, plátanos y productos derivados de la caña de azúcar, en los sectores fríos se consumen las fresas, las moras, las frambuesas, el tomate de árbol, la papa, las batatas, las malangas, la arveja y el fríjol.
En cuanto a las actividades pecuarias es generalizado el manejo del ganado vacuno pero se diversifica la raza de acuerdo con el clima, así como la aparición de ganado lanar y caprino, además del caballar. La pesca y el consumo de pescado está dado en la región más cálida, en la proximidad del embalse.

### Plaza de mercado
Macanal cuenta con unas instalaciones donde actualmente funciona la plaza de mercado y el terminal de transporte, pero como en muchas instalaciones se adolece de una infraestructura apta para el desarrollo de las actividades de mercadeo de los productos que se expenden por parte de los comerciantes, ante lo cual se deben realizar las obras necesarias de adecuación para brindar una mayor comodidad tanto a los compradores como a los comerciantes que una vez por semana se congregan en este sitio.

### Transporte
Macanal se encuentra privilegiada actualmente por cuanto la vía principal que viene desde Guateque hasta Santamaría y que se interna en el llano pasa a cinco minutos del casco urbano. De la central existe un ramal que conduce directamente al Municipio. Estas vías se encuentran pavimentadas, pero en los últimos meses se ha presentado un deterioro continuo que hace que encuentre con una serie de baches que dificulta el tránsito vehicular.
Actualmente Macanal tiene un aceptable transporte intermunicipal rutas provenientes de Tunja Y Bogotá especialmente, que diariamente se desplazan hacia el casco urbano, por el potencial de pasajeros se diría que suple las necesidades del municipio. A nivel urbano se presta el servicio en taxis desde las juntas, en rutas que salen en promedio cada 30 minutos. A nivel interveredal existen algunos problemas por cuanto hay sectores donde no existen rutas urbanas o de transporte que afectan el desplazamiento de los habitantes de estas áreas.
El Municipio cuenta con el servicio de transporte escolar para el traslado diariamente de los estudiantes desde el sector rural y urbano hacia los centros educativos, pero su cobertura no es total y no existe un cubrimiento especialmente hacia la veredas más alejadas del centro del Municipio.
Por otra parte las veredas que se encuentran en aproximidades al embalse, cuentan con el servicio de transporte fluvial, por medio de lanchas de pequeño y mediano tamaño, las cuales transportan de manera gratuita, únicamente a los habitantes de las veredas. este servicio se presta en promedio cada hora desde las 05:30 a. m., siendo este el primer servicio del día, hasta las 05:30 p. m., el cual es el último servicio de la jornada. además de esto para el transporte de vehículos y ganado, el municipio cuenta con planchones de carga, los cuales movilizan, desde la vereda de puente bata I, hasta puente bata II a los vehículos que se dirigen hacia el municipio de chivor. finalmente los turistas que desean realizar un recorrido por el embalse, el cual cuenta con un amplio paisaje e insteresantes atractivos turísticos, pueden hacer uso del servicio de lanchas particulares en el lugar, las cuales prestan este tipo de servicio con un costo que va acorde a la cantidad de pasajeros.

### Comercio
Las actividades comerciales se desarrollan con mayor énfasis en la atención a las necesidades básicas de la población, como los víveres, los útiles de estudio, las drogas de uso humano y animal, la ferretería, los lubricantes, la gasolina, la cacharrería, etc. El comercio y los servicios corresponden a los de un municipio en expansión; atienden principalmente el área urbana con un total de 207 viviendas albergan a 815 personas en forma permanente, es decir, un promedio de 4 personas por vivienda; durante los días laborales de lunes a viernes se presenta una población flotante adicional que corresponde a los estudiantes del área rural y otros sectores que provienen de municipios cercanos.

## Medio ambiente

### Alcances de la actividad agrícola en el ambiente
Este sector es quizá el que en Macanal más contaminación provee al suelo y al ambiente, ya que aunque no es la principal fuente de ingreso de los habitantes, está en el segundo renglón de producción económica, así pues los cultivos tradicionales que requieren de un óptimo control de plagas tales como el tomate, la papa, el maíz y el fríjol, son regados diariamente y además puestos en contacto con pesticidas y fungicidas de aspersión, esto no solo contamina a los operarios, sino que también los alimentos, la tierra, el aire y el agua, es común conocer de casos de intoxicación y otros problemas del contacto con dichos productos, tales como ingestión, absorción, contacto ocular entre los más frecuentes. Sus fases ya sea de producción como de comercialización dejan contaminación a su paso ya que la plaza de mercado es azotada todos los domingos por la comercialización. Este pues es uno de los eventos que más daño causa al eco sistema macanalense y sobre le no actúan campañas o políticas diferentes al cuidado en el manejo que se pudiere dar a los pesticidas.

### Sector pecuario y su incidencia ambiental
Es bueno comentar que Macanal tiene producción de conejos, cerdos, caballos, ganado vacuno, cabras, ovejas, pollos, entre los principales, de cada uno de ellos se obtienen resultados que de no darles el manejo adecuado causan contaminación directa, tales como los excrementos, que bien utilizados proporcionan el mejor de los fertilizantes al terreno, pero el aseo y manutención de esta actividad involucra el uso de precursores químicos como la creolina, los jabones, que al ponerse en contacto con el medio ocasionan contaminación de las aguas, del aire y de los suelos.

### Sector transporte y su incidencia en el ambiente
Incluye en este gremio al fluvial y al terrestre. En cuanto al fluvial, existe una empresa llamada Empresa Naviera del Guavio, lleva más de 15 años haciendo presencia en el sector y se desempeña en el Embalse la Esmeralda. Esta empresa posee alrededor de unos 20 elementos, entre lanchas, hidrobuses y ferrys, los cuales funcionan con motores diésel y a gasolina, contando con el consumo de aditivos y aceites. Generan contaminación directa con el agua del embalse el humo y los residuos provenientes del manejo y carga del combustible, además contaminación sólida, ya que sus elementos no cuentan con vertederos en el interior y por lo general la población que usa este medio arroja los elementos por la borda. Contaminación auditiva, ya que en su interior no se aísla el sonido de los motores, haciendo del viaje un paseo muy ruidoso.
Manejan planes de contingencia en cuanto al destino de los materiales desechados por la actividad motora, poseen contenedores en los puertos y almacenan los elementos fuera de uso. Son rústicas pero de una forma u otra suficientes para mantener el control ambiental, acerca del ruido la única persona que se protege los oídos en el viaje es el conductor.
En este sector los talleres cuentan con depósitos especializados para albergar sus desechos, pero los vehículos a su paso provocan contaminación por polución, ya sea por la emisión de gases nocivos, polvo y pequeños escapes de líquidos, contaminación auditiva, ya que no todos cuentan con un manejo adecuado, sus conductores y acompañantes por lo general arrojan desechos tales como pañales, bolsas con vómito, latas, botellas y otros por las ventanas, dejando los márgenes de las vías llenas de estos elementos. Sus gases no son motivo de preocupación inmediata, ya que el parque automotor del municipio no sobrepasa los 100 vehículos y el flujo por la vía principal o alterna al llano está dada por 10 vehículos promedio por hora.
Aparte de las medidas que el ministerio del medio Ambiente implementó por la emisión de gases, no se conoce ninguna otra política de protección ambiental que con vehículos terrestres se trate, Corpochivor adelanta campañas informativas de no contaminación que no son suficientes para controlar estos niveles de contaminación.
Acerca de esto solo hay planes para el uso de los excrementos para la producción de abonos, pero dejan de lado los otros productos y bienes que se consumen dentro de este aspecto.

### Influencia del comercio en el ambiente
Aunque no es muy activo, provoca una gran cantidad de desechos sólidos, contaminación auditiva, contaminación visual entre las principales, ya que por ser ellos los mayores receptores y distribuidores de materiales como el plástico, el vidrio, el cartón y el caucho son directos responsables del buen uso que ellos den de sus residuos. En cuanto a la audición se refiere posee establecimiento que optan por la música a niveles estridentes, y visuales ya que en su afán por atraer los clientes usan colores impactantes en su publicidad. Para este fin no existen sino unas pocas campañas de reciclaje y aprovechamiento de los residuos. Labores policivas contrarrestan los niveles de ruido, pero para el visual, solo el buen gusto del comerciante lo evita.

### Disposición de la basura
El basurero municipal a lo largo de la historia del municipio ha variado de ubicación, desde 1970 hacia 1976 funcionó en la vereda de Vijagual, siendo este un vertedero abierto o al aire libre sin ninguna clase de manejo, de allí hasta 1983 se vertían los desechos en una ladera cercana al municipio, de la misma forma que el anterior, las basuras quedaban expuestas al medio.
De 1983 hasta 1995, se llevaban a inmediaciones del municipio de Tibaná, y arrojados en una ladera, al aire libre y contaminando el río Teatinos. Afluente originario del Embalse La Esmeralda. Luego se pasó a la implementación de la técnica de relleno sanitario que aún hoy en día se implementa. El botadero actual queda localizado a 5 km del casco urbano, en la vereda de la Vega, a 2 km del Embalse. Este botadero tiene una extensión aproximada de 2000 m², y por ser un relleno común, sus desechos son mezclados y arrojados allí sin ningún tipo de control. Estos desechos producen emanaciones fétidas durante todo el año, a pesar del cubrimiento de dichos residuos con tierra apisonada. Estas basuras producen líquidos llamados lixiviados, los cuales son un caldo de cultivo que contamina aguas subterráneas y superficiales, por su cercanía al Embalse estos líquidos en su mayoría llegan a tomar este destino final.
La recolección de basuras se realiza en el municipio los días lunes, se efectúa la labor de recolección durante todo el día, y se llevan los desechos del casco urbano, de la Inspección de Policía de San Pedro de Muceño, de la Vereda del Dátil y gran parte de la Vereda del Centro. En un 50% de los hogares se implementa la selección o reciclaje de los residuos, pero su destino final no se cambia, ya que el sitio de destino de los productos reciclables está en construcción, la planta de tratamiento de Corpochivor con sede en Garagoa. La producción se estima en 8 t semanales, estos no incluyen desechos hospitalarios, ya que estos son manejados por el Hospital Regional de Garagoa, también está libre de desechos de talleres, ya que la administración municipal recicla estos elementos para darles un uso apropiado.
Socialmente provoca aparte de las incomodidades olfativas y paisajísticas, proliferación de especies como mosquitos, zancudos, ratones, cucarachas, y dado que su cercanía con el casco urbano es corta, el impacto directo en la salud de los habitantes se hace obvia, ya que estos son transmisores de múltiples enfermedades que afectan directamente el bienestar de la población.
En cuanto a las políticas institucionales que hay con respecto a él, pude encontrar que los costos de su manejo y recolección, incluyendo mano de obra le cuestan al municipio alrededor de unos 23 millones de pesos anuales, hay impulso de campañas de aseo, reciclaje y aprovechamiento de los residuos.

## Recreación y deporte
El municipio cuenta con dos canchas de baloncesto; dos canchas de voleibol; una piscina, y un coliseo Cubierto. En el sector rural se encuentran 23 canchas de baloncesto y microfútbol en las veredas de Agua Blanca Chiquita, Agua Blanca grande, El Dátil, El Hoyo, El volador, El Guamo, El Guavio, La Mesa, La Serranía, La Vega, El Limón, Media Estancia, Muceño Centro, Muceñito, Naranjos, Peña Blanca, Pantanos, Perdiguiz, Quebrada Negra, San Pedro, Tibacota y Vijagual.
El estado de los escenarios deportivos en general es bueno, la ubicación de los escenarios es apropiada y se hace mantenimiento continuo por parte de las Juntas de Acción Comunal y del municipio.

## Cultura

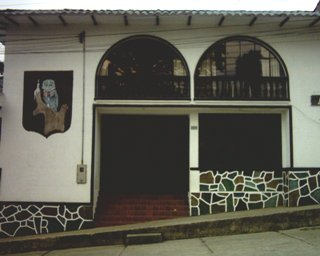
Casa de la Cultura.

Macanal cuenta con dos escenarios culturales: el teatro del colegio en el cual se desarrollan actividades artísticas y culturales de la población escolar y la casa de la cultura, espacio físico que permite la integración de la comunidad en eventos especiales como el caso del Encuentro Departamental de Juventudes y los encuentros regionales de personeros estudiantiles. La Casa de la Cultura consta de un salón (auditorio) para conferencias y reuniones sociales, al cual acuden los jóvenes integrantes de la banda de música a los ensayos respectivos; un salón destinado para biblioteca al cual pueden acudir estudiantes de escuelas y el colegio para desarrollar sus tareas. Así mismo, estos salones son utilizados en temporada de vacaciones para desarrollar actividades recreativas, artísticas y culturales dirigidas a la población infantil bajo el nombre de vacaciones recreativas.
El Municipio de Macanal en el contexto de los municipios de la región registra un gran esfuerzo en el desarrollo de las actividades en dos (2) grandes áreas:
- Para la juventud: se cuenta con banda de música la cual es practicada en la Casa de la Cultura y ya se ha participado con gran acierto en diferentes eventos municipales, intermunicipales y departamentales. En el área deportiva, igualmente se desarrollan prácticas en diferentes áreas como el microfútbol, el baloncesto, el voleibol, el fútbol, etc.

- Para los adultos y la comunidad en general se destaca el Reinado del Agua.[3]

### Principales festividades
- Aguinaldo Macanalense
- Fiesta de los Reyes Magos
- Fiesta de la Virgen del Carmen
- Encuentros culturales con las colonias
- Día del campesino
- Festival del Agua y Reinado Regional del Valle de Tenza
- Feria y Fiestas
- Festival del lulo en la inspección de san pedro de museño macanal

## Turismo
Actualmente no existe una oferta en infraestructura turística, sin embargo esta es la actividad con mayor potencial presente en el municipio por su clima, paisaje, riquezas naturales y sobre todo por la existencia del embalse la Esmeralda la cual se constituye en escenario de apoyo a los futuros proyectos de parques de recreación masiva, hoteles, paradores y empresas de servicios náuticos.
Actualmente no se cuantifican empleos generados por el turismo ya que la infraestructura existente corresponde más al comercio de restaurantes y pequeñas hospederías que atienden personas que se desplazan al municipio con ánimo de prestar sus servicios laborales que a disfrutar del descanso. Macanal se encuentra privilegiada por su ubicación y por sus belleza natural que no ha sido explotada a nivel turístico, existen lugares llamativos como el embalse La esmeralda, el mirador, entre otros. En conclusión se puede decir que este sector es incipiente en el municipio de Macanal.

## Espectáculos públicos
El trámite consiste en solicitar la autorización legal requerida para la realización de cualquier evento público en el municipio.